# وريد تحت الضلع
وريد تحت الضلع هو وريد في جسم الإنسان يمر على طول الحافة السفلية للضلع الثاني عشر. يحمل هذا الوريد نفس صفات الأوردة الوربية الخلفية، باستثناء أنه لا يمكن اعتباره وربي لأنه ليس بين الأضلاع.
كل وريد تحت الضلع يعطي فرع خلفي (ظهري)، والذي له نفس مسار الفرع الخلفي للشريان الوربي.

## وصلات خارجية
- http://www.instantanatomy.net/thorax/vessels/vinsuperiormediastinum.html